# Maurice Bouval
Maurice Bouval né à Toulouse le 9 mars 1863 et mort le 20 mars 1916 est un sculpteur français de style Art nouveau.

## Biographie
Élève d'Alexandre Falguière, Maurice Bouval a créé un grand nombre de statues en bronze et des objets décoratifs (chandeliers, candélabres, luminaires, encriers) entre 1880 et la Première Guerre mondiale.
Maurice Bouval participe à l’Exposition universelle de 1900 de Paris. Il est membre de la Société des artistes français.
Il a été enterré au Cimetière de Montrouge (concession reprise).

## Œuvres dans les collections publiques
- Crest, place de la Liberté : Monument aux défenseurs de la République lors du coup d’État du 2 décembre 1851, 1910, bronze. Envoyée à la fonte sous le régime de Vichy, dans le cadre de la mobilisation des métaux non ferreux. Une nouvelle fonte de la figure du Paysan est inaugurée en 1961[2].
- Montélimar, parc Frédéric Mistral : Vamireh en chasse ; Chasseur du 1er Âge, statue en marbre, œuvre disparue. Le modèle est exposé au Salon de 1895[3],[4].
- Paris, musée d'Orsay :
  - Encrier, femme allongée, 1900, bronze doré, verre, 15,5 × 26 × 16,5 cm[5] ;
  - Encrier, buste de femme, vers 1900, bronze doré, 11 × 22 × 18 cm[6].

Œuvres de Maurice Bouval
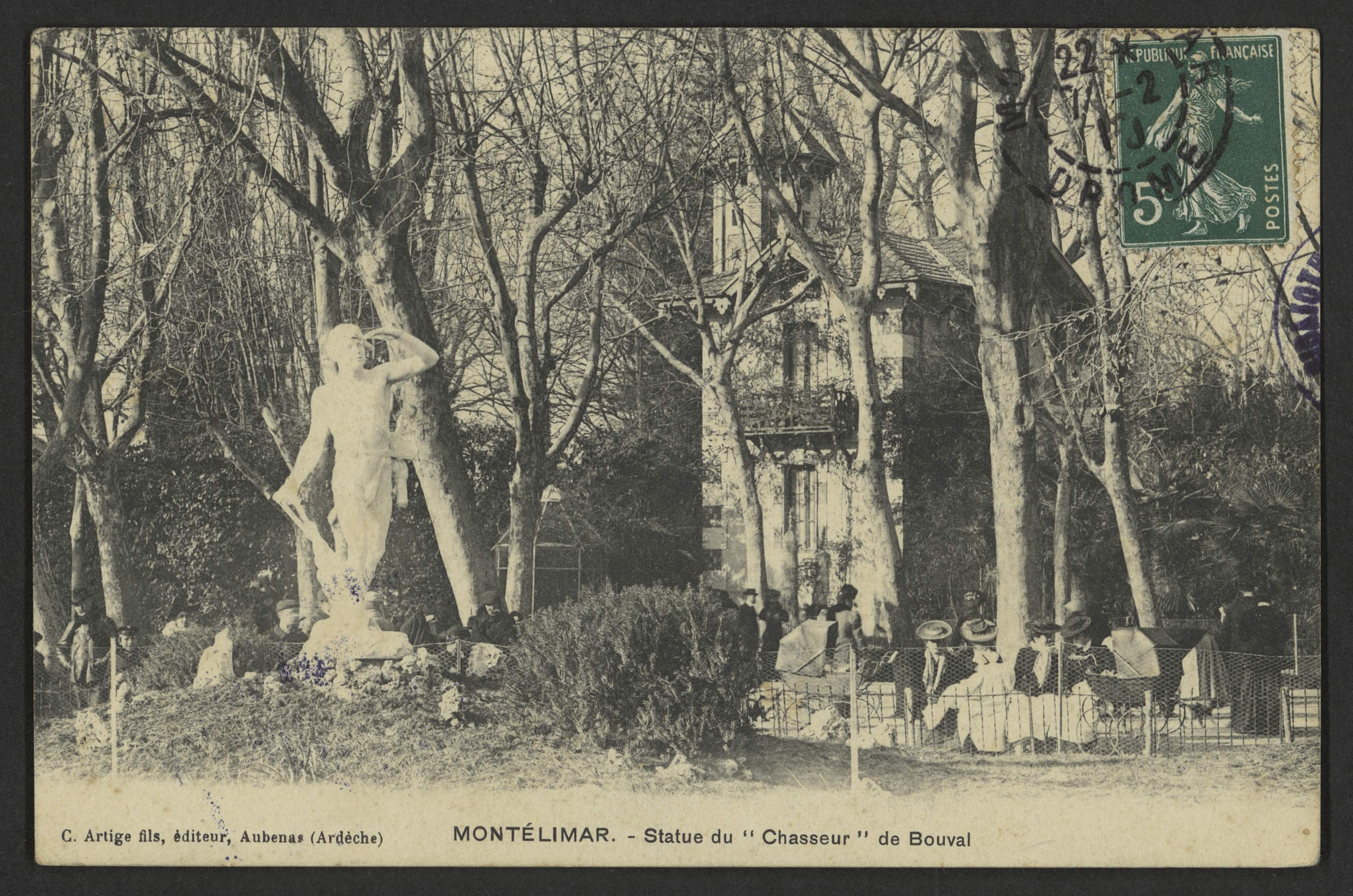
Vamireh en chasse ; Chasseur du 1er Âge, Montélimar, parc Frédéric Mistral, œuvre disparue.
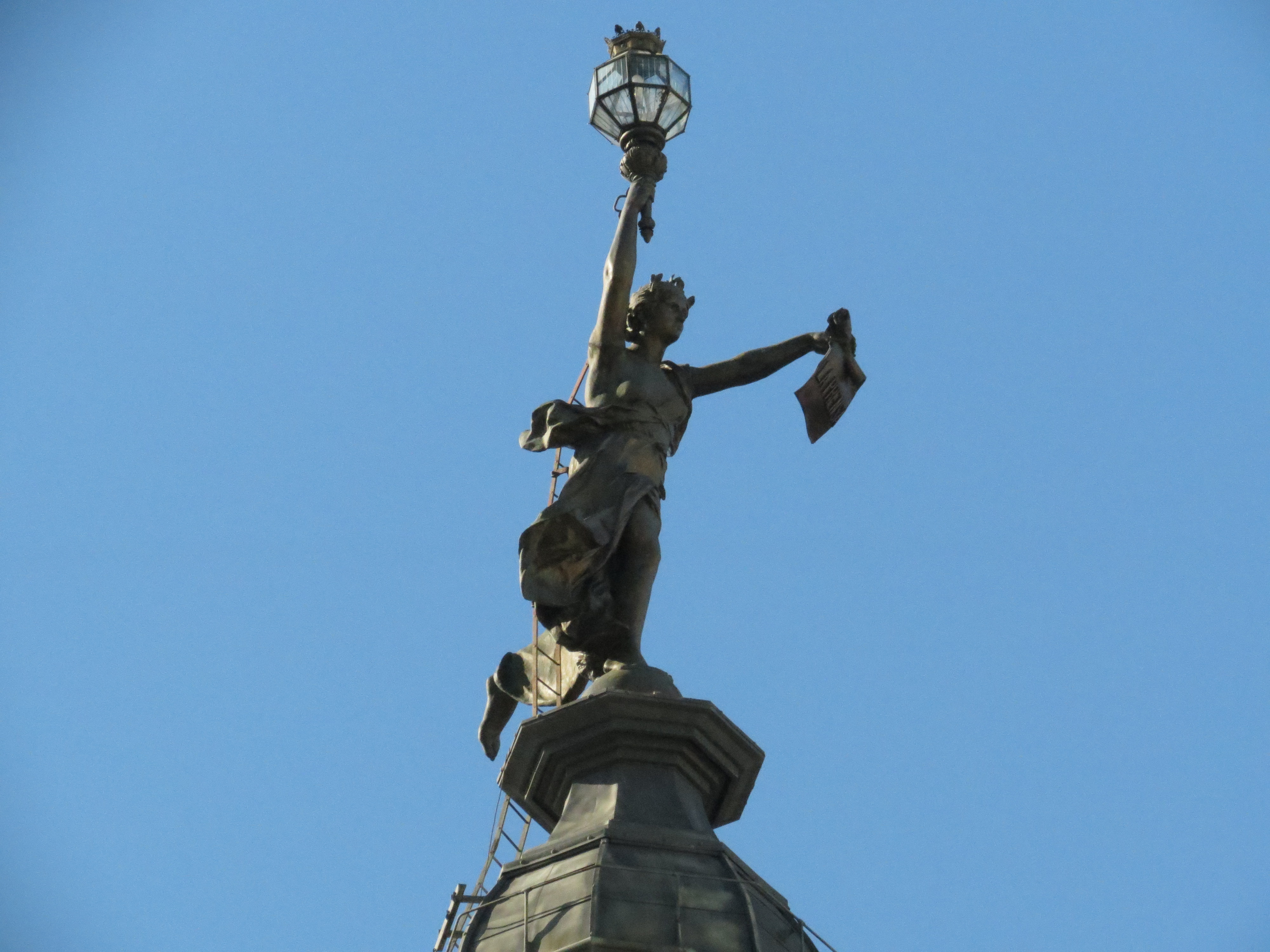
La Liberté de la Presse (1897), statue sommitale de la Casa de la Cultura, Buenos Aires[7].
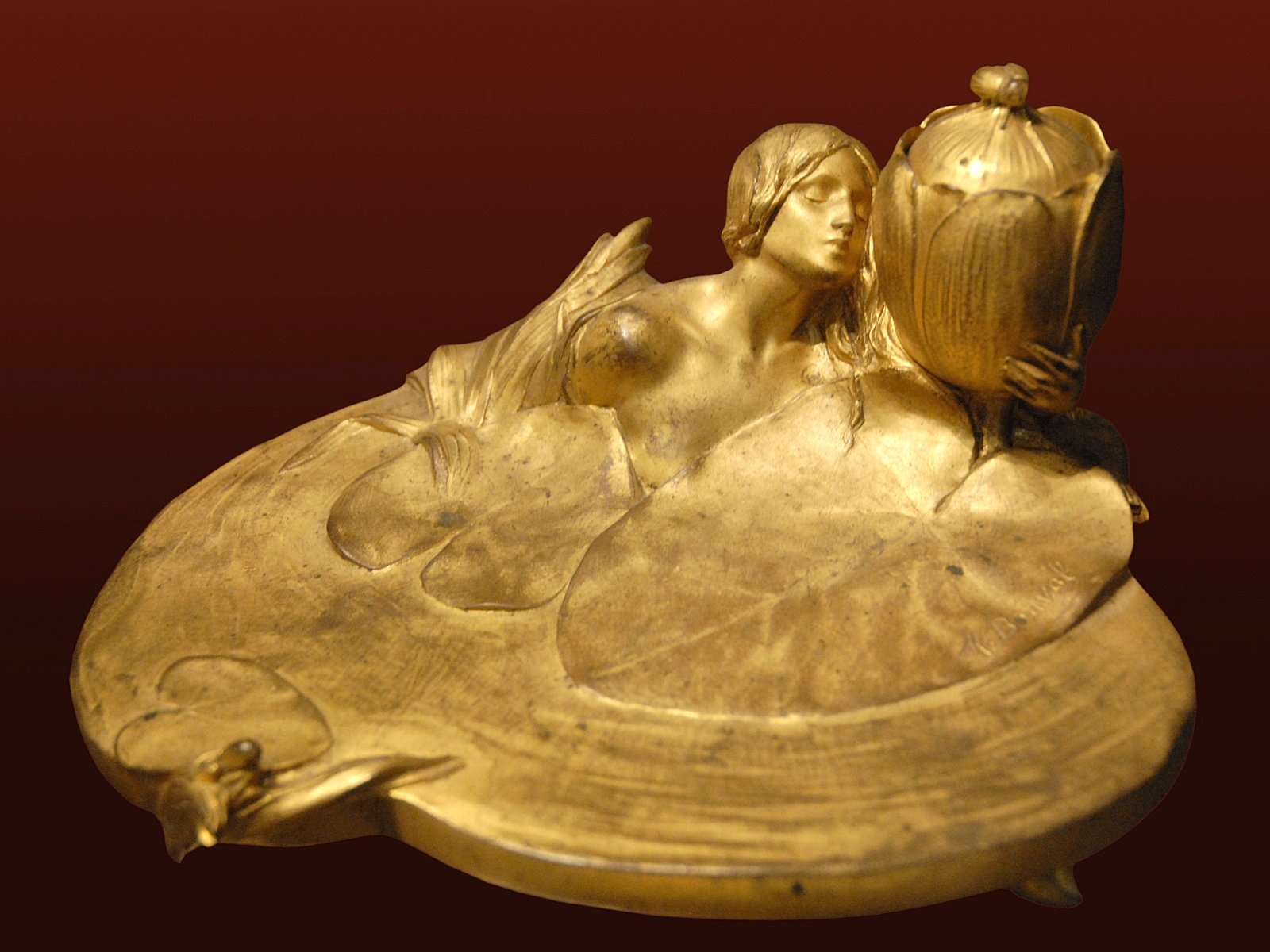
Encrier (vers 1900), Paris, musée d'Orsay.

## Salons et expositions
- Salon des artistes français de 1895 : Vamireh en chasse, dit aussi Chasseur du 1er Âge, plâtre (no 79) ; Les Raisins, plâtre (no 80).
- Exposition universelle de 1900, Paris